# Amblyomma varanense
Amblyomma varanense är en fästingart som beskrevs av Supino 1897. Amblyomma varanense ingår i släktet Amblyomma och familjen hårda fästingar. Inga underarter finns listade i Catalogue of Life.